# You're All I Have
Singles de Snow Patrol
How to Be Dead
(2004) Chasing Cars
(2006)
You're All I Have est le premier single tiré de l'album Eyes Open de Snow Patrol, sorti en 2006. C'est le deuxième single du groupe, après Run, à s'être classé dans le Top 10 de l'UK Singles Chart.

## Clip
Le clip de la chanson a été réalisé par le guitariste du groupe Nathan Connolly et a été filmé dans une centrale électrique du Kent. Un deuxième clip a été réalisé par David S. Goyer à l'occasion de la sortie du single aux États-Unis en 2007.

## Utilisations
La chanson a été notamment utilisée dans la bande originale des films Lettre ouverte à Jane Austen (2007) et The Invisible (2007).

## Classements
| Pays                                   | Positions |
| -------------------------------------- | --------- |
| Allemagne (Media Control AG)           | 100       |
| Belgique (Flandre Ultratop 50 Singles) | 59        |
| États-Unis (Modern Rock Tracks)        | 27        |
| Irlande (Irish Singles Chart)          | 12        |
| Nouvelle-Zélande (RMNZ)                | 25        |
| Pays-Bas (Nederlandse Top 40)          | 88        |
| Royaume-Uni (UK Singles Chart)         | 7         |